# 天主教迪涅教區

迪涅教區的位置

天主教迪涅教區，正式名稱為天主教迪涅-里耶-西斯特龍教區（拉丁語：Dioecesis Diniensis-Reiensis-Sistariensis）是法國一個羅馬天主教教區，屬馬賽總教區。
教區傳統上被認為成立於4世紀，位於上普罗旺斯阿尔卑斯省，2006年有教友96,271人（佔轄區總人口69.0%）、198個堂區、五十名司鐸。現任教區主教為方濟各·沙勿略·雅克·馬利·盧瓦索。